# Jugger
El jugger es una disciplina de equipo originado en Alemania entre los años 1989 y 1995, inspirado en la película La sangre de los héroes de 1989. Se trata de una actividad deportiva de equipo que combina elementos de rugby y esgrima. 
El jugger se basa en la habilidad y la estrategia, no en la fuerza de los jugadores. El reglamento limita en todo momento los golpes fuertes y el contacto físico entre jugadores.

## Modo de juego

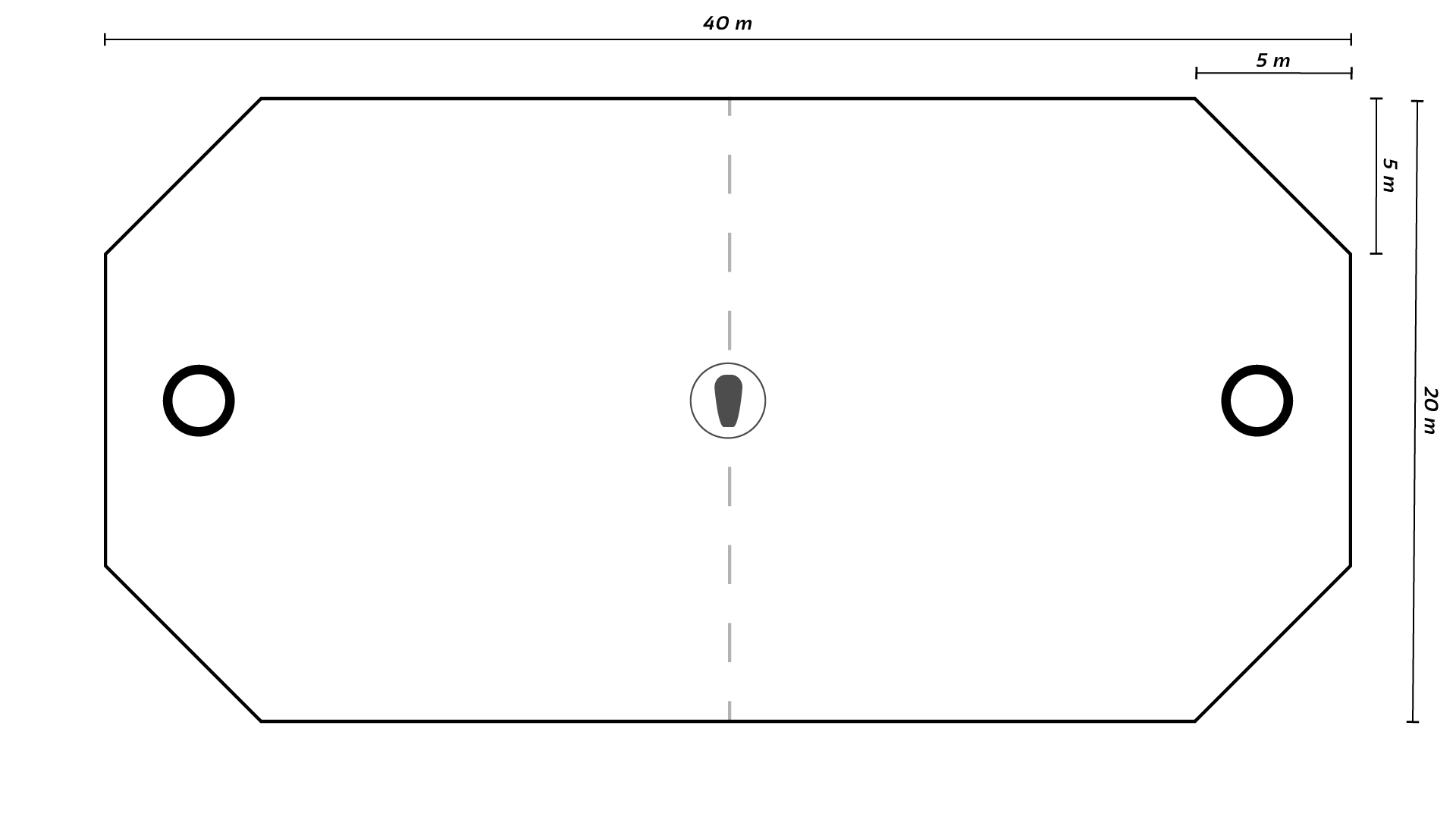
El campo de juego.

El jugger se basa en la mayor anotación de puntos en la base del equipo opuesto. La notación se consigue cuando el móvil, llamado Jugg, se introduce en la base. En la versión jugada en Australia y algunos lugares de Estados Unidos, el jugg presenta un aro o asa y es «clavado» en una estaca.
Solamente un jugador de cada equipo, el corredor, está autorizado para tocar físicamente el jugg. Solo puede tocar el jugg o móvil con sus manos. El resto de los jugadores portan los denominados pompfens —instrumentos con forma de arma recubiertos de material blando— y los utilizan para enfrentarse a los jugadores del equipo contrario y proteger a su corredor.
Cada marca del campo de juego indica la delimitación de éste, la posición inicial de los jugadores y la mitad del campo, donde estará el móvil en el inicio del partido. 

### Tipos de jugadores
Existen tres tipos de jugadores: 
- Qwik, qwiker o corredor: es el único al que le está permitido portar el jugg o móvil y por lo tanto es el encargado de conseguir marcar los puntos. No puede portar ningún pompfen y solo hay uno por equipo.
- Pompfers: se denomina así a los jugadores que portan las pompfen o armas, usándolas para bloquear a los contrarios y proteger a su equipo.
- Kettenman o cadenero: se llama así al jugador que porta la cadena o kette, un tipo determinado de arma consistente en una bola blanda unida a una Correa o Soga

### Duración del juego
El tiempo es contado en intervalos de 1,5 segundos marcados con una breve señal acústica repetida llamada «piedra». Un partido de jugger usualmente puede variar entre 130 y 200 intervalos o piedras.

### Armas

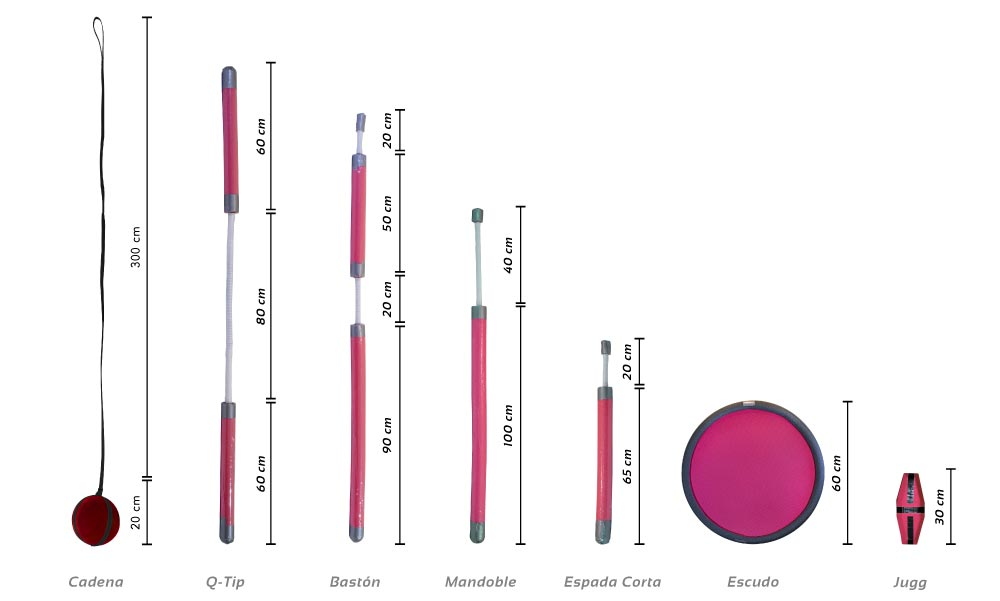
Las armas utilizadas en Jugger : Kette/cadena, Q-Tip, Bastón/Stab, Mandoble, Espada Corta, Escudo y Jugg

Todas las armas, a excepción de la cadena, deben ser de sección redonda y estar convenientemente protegidas por materiales blandos como churros de piscina que no puedan dañar a los jugadores. Aunque las armas forman parte del equipo personal de cada jugador, para ser empleadas en competición deberán superar un test de seguridad y medidas.
- El Q-Tip es un bastón largo con un agarre central y posterior. Es un arma inspirada en la que usa Darth Maul en la saga de Star Wars.  Puede medir hasta 200 cm de largo repartidas en 60 cm zona de golpeo, 80 cm agarre, y 60 cm zona de golpeo.  Existe un tipo de Q-Tip especial llamado comúnmente N-Tip el cual tiene uno de los extremos más corto facilitando movimientos que son más complicados con un Q-Tip, pero reduciendo el alcance efectivo de ese extremo.
- El bastón o stab  es un arma que puede medir hasta 180 cm de largo repartidos en 90 cm zona de golpeo, 20 cm zona de agarre, 50 cm de zona de defensa, 20 cm de zona de agarre. A diferencia del Q-Tip debe ser manejado con las manos dispuestas en dos asideros diferenciados, uno en el extremo y otro cerca de la zona central. Esta arma tiene la particularidad de que no se puede estocar con ella.
- El mandoble o espada larga puede medir hasta 140 cm, repartidos en 40 cm de agarre y 100 cm de filo. Debe ser manejada con las dos manos dispuestas sobre el agarre.
- La espada corta puede medir hasta 85 cm, partidos en 20 cm de agarre y 65 cm de filo. Se debe de combinar con un escudo o con una segunda espada corta.
- El escudo es un elemento defensivo de forma circular con un diámetro máximo de 60 cm. No se permite golpear o pinear con él.
- La cadena o kette es un arma con una medida máxima de 320 cm. El conjunto está conformado por una pelota de espuma de 20 cm de diámetro unida a una correa o soga con agarre de 300 cm.

## Reglas de juego

### Dinámica básica
El juego comienza después de que el árbitro dé la salida con la frase «¡Tres, dos, uno, jugger!».
Al comienzo del juego y tras cada anotación de un punto, el jugg se sitúa en el centro del campo de juego. Los jugadores se disponen en el fondo de cada campo, donde volverán tras cada notación.
El único que tiene permitido portar el jugg e introducirlo en la marca es el corredor, pudiendo golpearlo o lanzarlo con las manos exclusivamente. El resto de jugadores pueden hacer contacto con el jugg a través de sus armas, golpeándolo o arrastrándolo. Para que la anotación de un punto sea válida, el jugg debe permanecer dentro de la marca después de ser soltada por el corredor.

### Fuera de juego
Cualquier jugador que entre en contacto con las líneas del campo o toque con cualquier parte de su cuerpo fuera del campo, será considerado bloqueado.
El jugg no podrá ser lanzado fuera del campo y si saliese fuera, un árbitro lo colocará en la banda a la altura del punto por el cual salió o el corredor podrá salir a recoger el móvil. 

### Los bloqueos

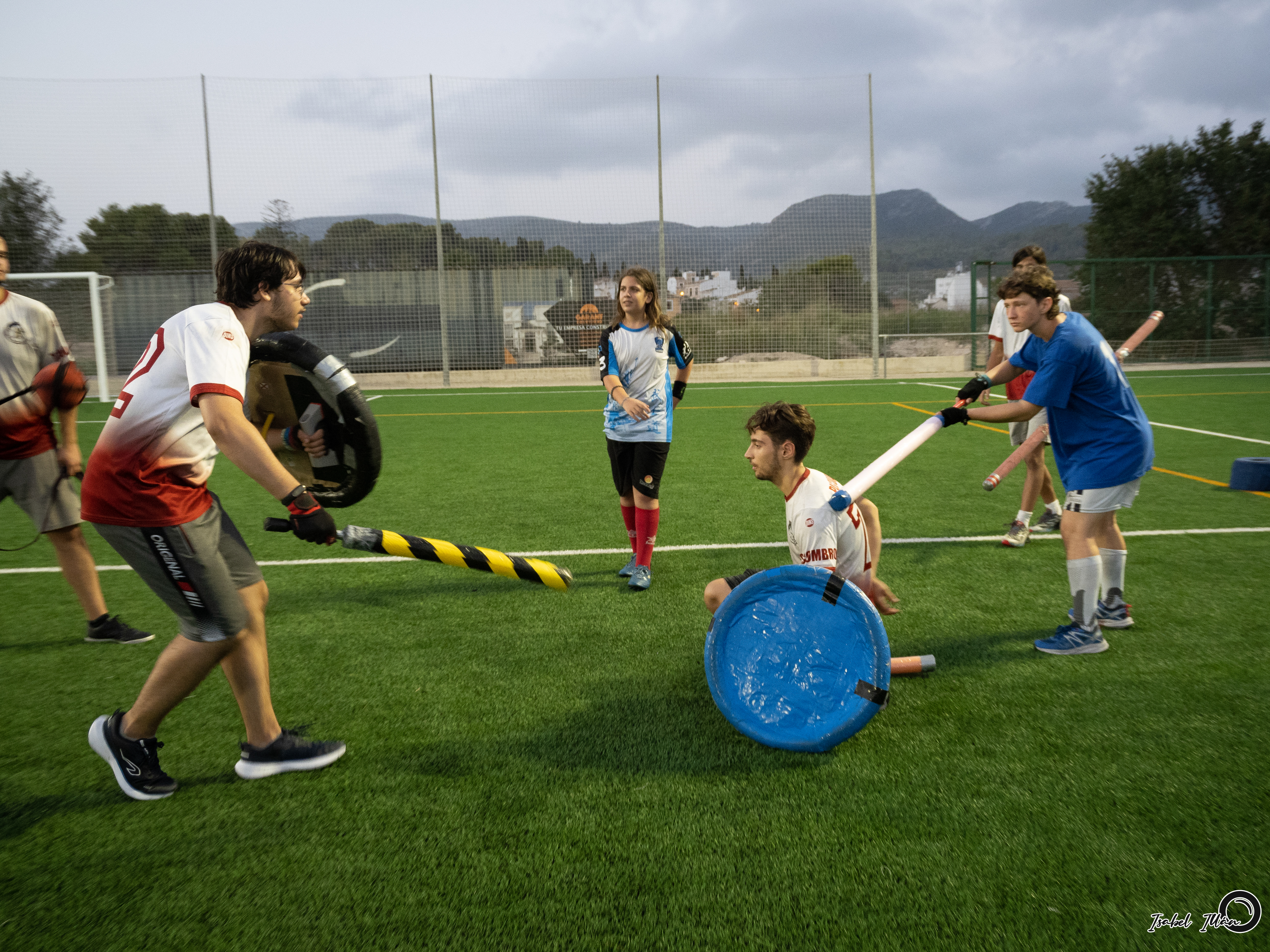
Partido de jugger; se puede apreciar a la derecha a un jugador pineado y a su compañero tratando de liberarlo

Los impactos se efectúan cuando un jugador toca a otro jugador con su arma, dentro de las normas del reglamento. Cuando esto se dé el jugador será bloqueado y permanecerá arrodillado con una rodilla en el suelo sin poder intervenir en el juego, el bloqueo será de cinco piedras o intervalos acústicos. El impacto de una cadena o kette bloquea ocho intervalos o piedras. 
Si dos jugadores se tocan con sus armas de manera simultánea, los dos quedan bloqueados. 
Para que un toque sea un bloqueo, el arma debe alcanzar al oponente en una zona válida. Las zonas válidas de tocado dependen del tipo de jugador:
- A un jugador se le puede bloquear tocando todo su cuerpo a excepción de las manos, el cuello o la cabeza.
- A un jugador que porta el kette o cadena se le puede tocar en todo el cuerpo salvo el cuello y la cabeza.
- A un corredor se le puede bloquear tocando todo el cuerpo menos el cuello y la cabeza.

### Elpineo
Se puede pinear a un jugador bloqueado para prolongar su tiempo de bloqueo. Para ello un jugador deberá colocar su arma sobre una zona válida del cuerpo del jugador arrodillado. El pineo se prolongará indefinidamente hasta que el jugador retire su arma del jugador bloqueado.

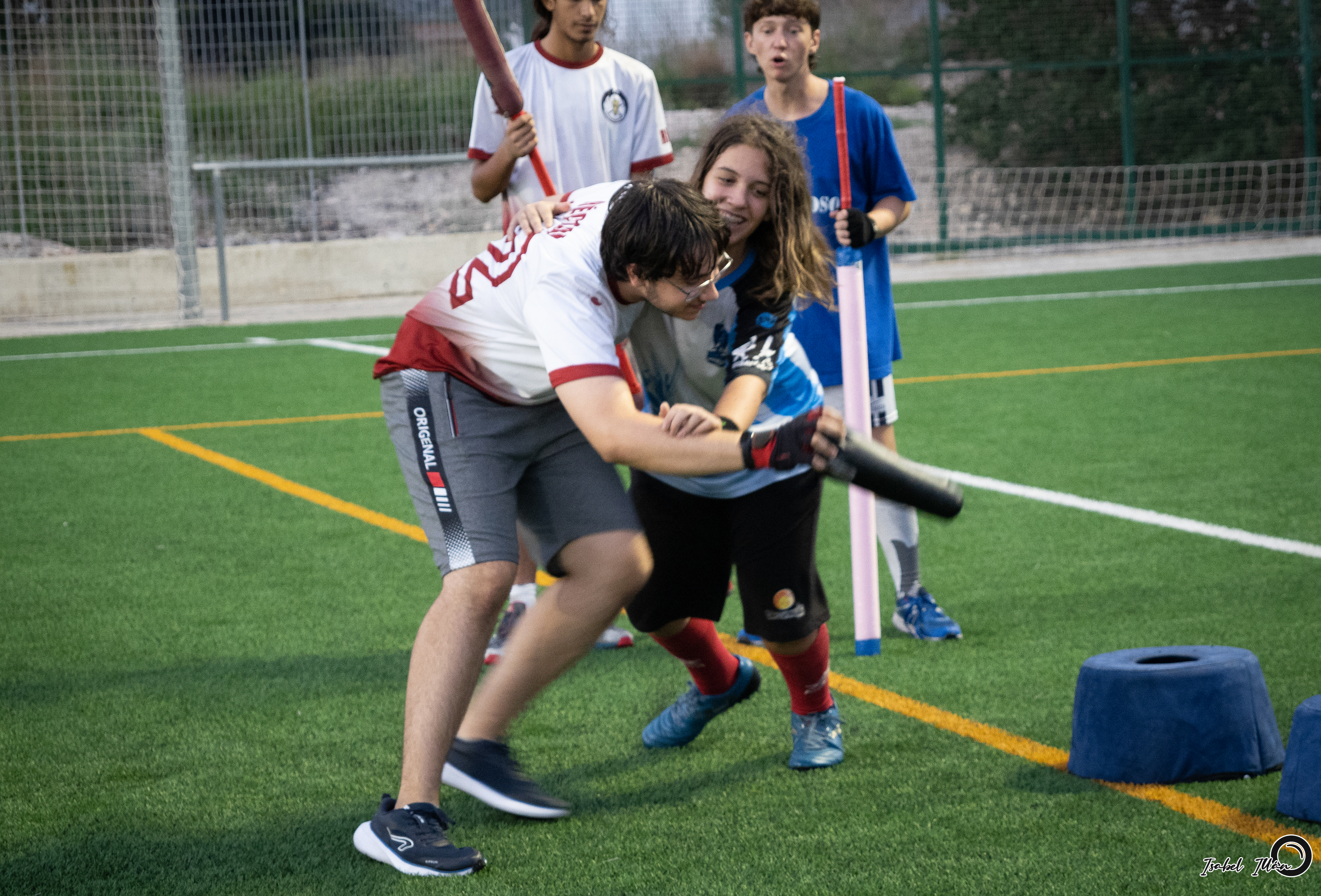
Lucha de corredores : En la foto se aprecia a un corredor tratando de meter un punto y al corredor contrario tratando de evitarlo

### Lucha entre corredores

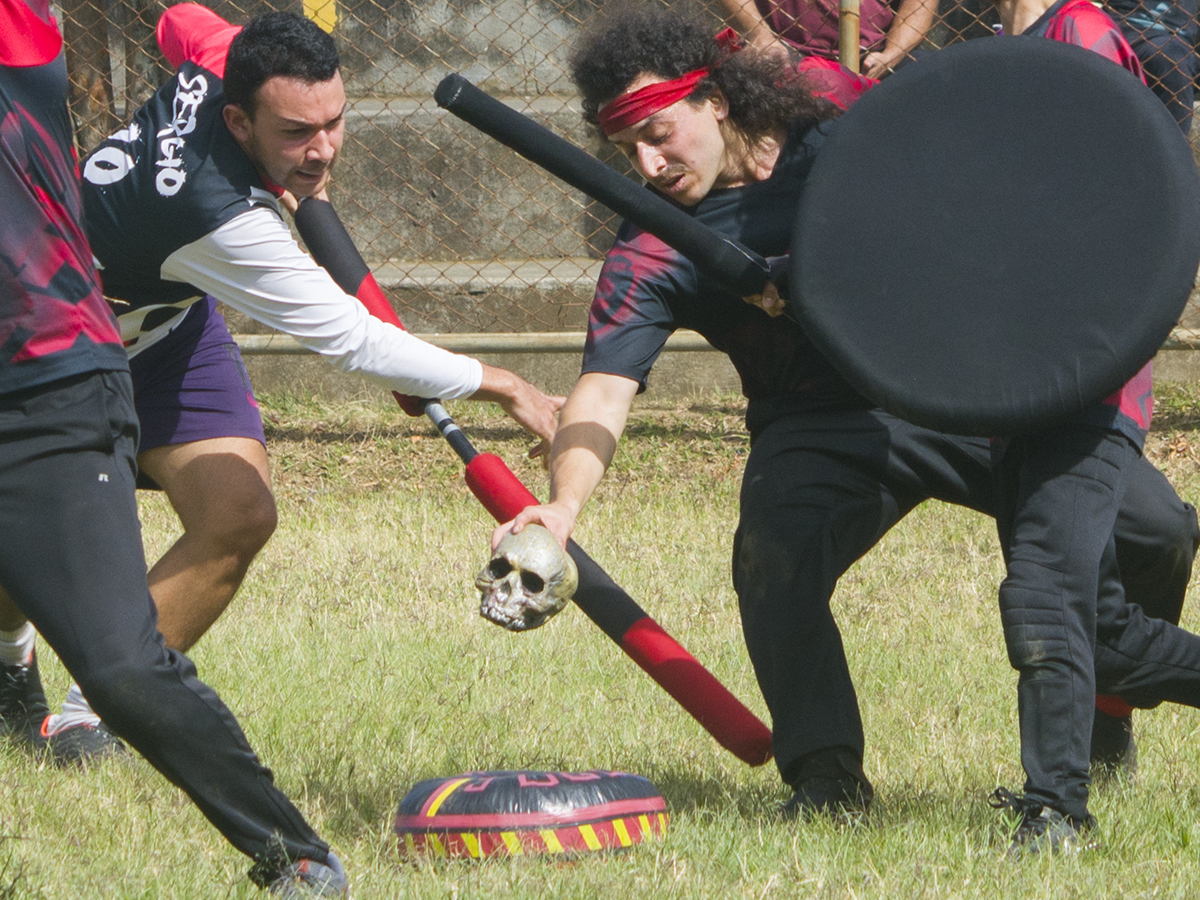
Partida de Jugger en San Pedro, Costa Rica entre los equipos de Hydra y Crimson Fist

En el caso de que los corredores se enfrentasen entre sí, pueden luchar solamente con agarres desde la clavícula a la cadera. Generalmente el objetivo de un corredor será sacar fuera del campo a su oponente para que este sufra un bloqueo al tocar fuera, o sea impactado por un jugador.
Esta lucha solo podrá darse entre corredores, el resto de jugadores solo puede entrar en contacto con el resto empleando sus armas.

### Arbitraje
Dada la complejidad del juego, los partidos de jugger son guiados por cuatro árbitros. Dos de ellos, el árbitro principal y el árbitro secundario, recorren las líneas laterales y vigilan el cumplimiento de las reglas. Los dos árbitros restantes, los árbitros de base, vigilan las marcas y controlan si los puntos son convertidos de acuerdo al reglamento, cuando es el caso, son ellos los encargados de declararlo como válido.

### Penalizaciones
Originalmente no se preveían penalizaciones en el jugger. Cuando se cometía una infracción del reglamento, el árbitro lo notificaba y se retomaba el juego en la última jugada válida.
En 2007, el Jugger e. V. de Berlín modificó el reglamento para todos los torneos que se disputan en dicha ciudad, incluido el Campeonato Alemán. Se introdujeron las siguientes penalizaciones:
- Paso de la pelota al equipo contrario.
- Amonestación:
  - Cuando un jugador vuelve al juego antes de que termine su bloqueo.
  - Cuando un jugador, al principio de una jugada, cruza la línea de fondo antes de que el árbitro libere el juego.
  - Cuando un jugador tira el móvil fuera del campo a propósito.
- Expulsión por el resto del tiempo actual: cuando un jugador ejerce violencia o ataca verbalmente al oponente.
- Puntos para el oponente: cuando un equipo acumula tres amonestaciones.

## Historia
El jugger fue desarrollado a principios de los años 90 por seguidores de la película australiana La sangre de los héroes (The Blood of Heroes, 1989), una película de ciencia ficción distópica en la cual se describe una sociedad sin tabúes que juega a un deporte mestizo entre un juego de pelota y artes marciales. El primer partido documentado tuvo lugar en 1993 en un evento de juegos de rol en vivo. En 1995 se realizó en Hamburgo el primer torneo en el nuevo deporte, que fue sumando adeptos de a poco. En 1998 se fundó el Campeonato Alemán y en 2003 se creó la Liga Alemana de Jugger (Jugger League), en la cual se desarrolla el campeonato oficial nacional. En 2007 se realizó el primer torneo con participación internacional. En el mismo año se creó la Asociación de Jugger (Jugger e. V.) que logró la oficialización definitiva del deporte.
Si bien el centro del desarrollo del jugger sigue siendo Alemania, hoy se juega además en Irlanda, Estados Unidos, México Inglaterra, Dinamarca, Australia, España, Argentina, Costa Rica, Uruguay, Brasil y Colombia. En Estados Unidos, si bien a nivel mucho menor que en Alemania, tuvo un desarrollo independiente, lo que explica que algunas reglas difieran con las alemanas. Lo mismo sucede en Australia. En Costa Rica el reglaje es en su mayoría igual al alemán. Además se reconoce a Costa Rica como el primer país en Hispanoamérica en practicar el jugger.

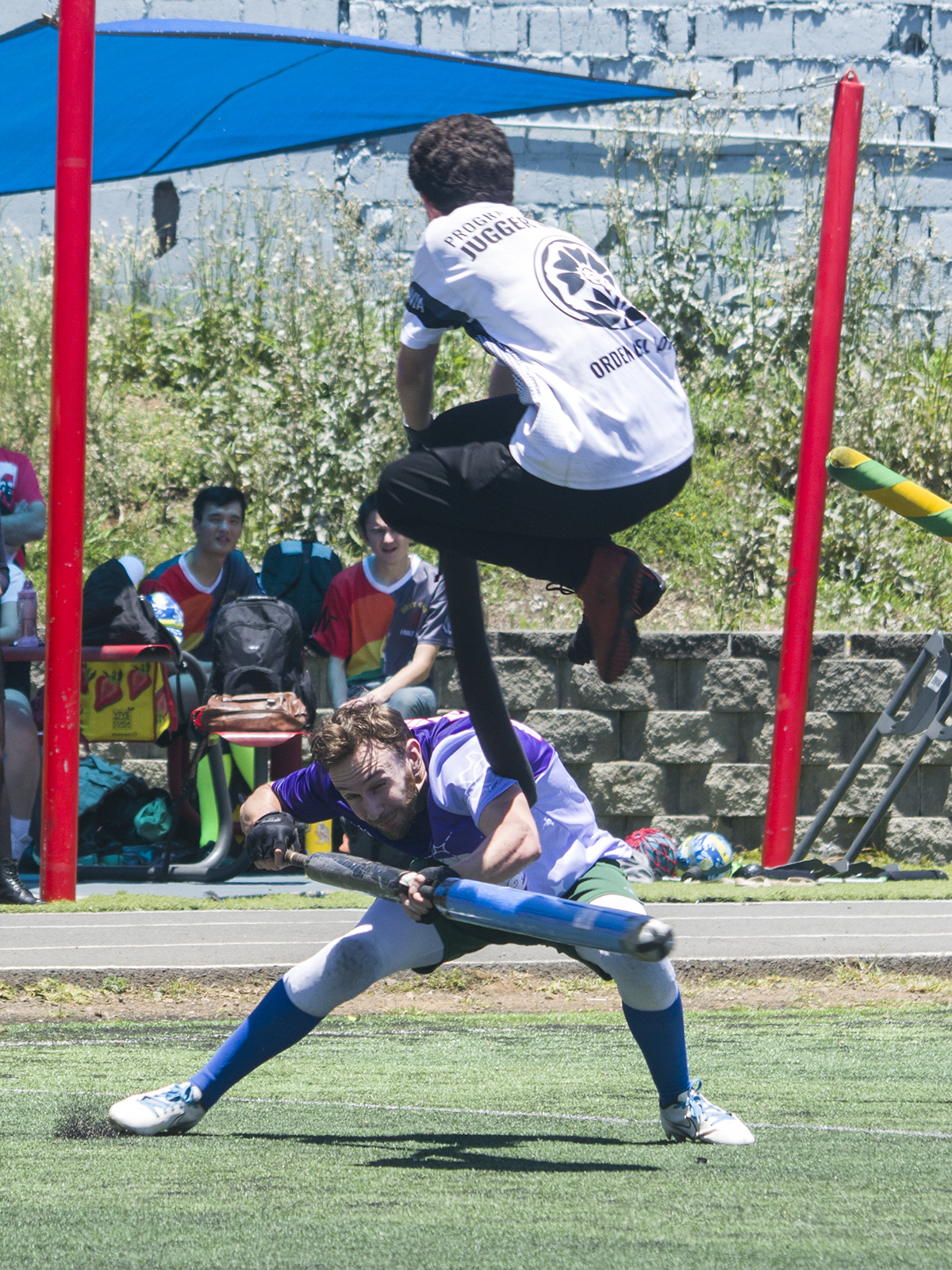
Jugger en Costa Rica, jugador de Orden de Loto (Costa Rica) salta para evitar ser tocado por un oponente de Wizard Lizard (EEUU)

El origen del jugger en España tiene lugar dentro del rol en vivo Cenizas Rojas: Devastación, donde por primera vez se juega una variante de jugger denominada «cráneos y cadenas». Con el aumento de la popularidad del jugger, tras su introducción en tierras valencianas mediante un torneo demostrativo en las jornadas Otakuart V, en 2009 comenzó el Open valenciano de jugger, con equipos de la Comunidad Valenciana, que intentó crear una hegemonía normativa entre las reglamentaciones locales, traducidas de textos alemanes, y adaptar el jugger al estilo de juego español.
En febrero de 2010 se jugó el primer torneo nacional de jugger de España en Magallón (Zaragoza) con representación de equipos valencianos, madrileños y zaragozanos, y posteriormente en ese mismo año tuvo lugar el primer torneo nacional valenciano (Summer Cup) y el primer torneo nacional madrileño (Autumn Cup), sentando así un circuito de torneos nacionales anuales por estaciones. Este circuito se completa con la celebración a finales de 2012 del primer nacional murciano (Winter Cup).
En abril del 2011, se celebró el I Torneo Internacional de Jugger en España, en el pueblo de Leciñena, Zaragoza, con la participación de equipos de procedencia germana.

## Torneos y campeonatos

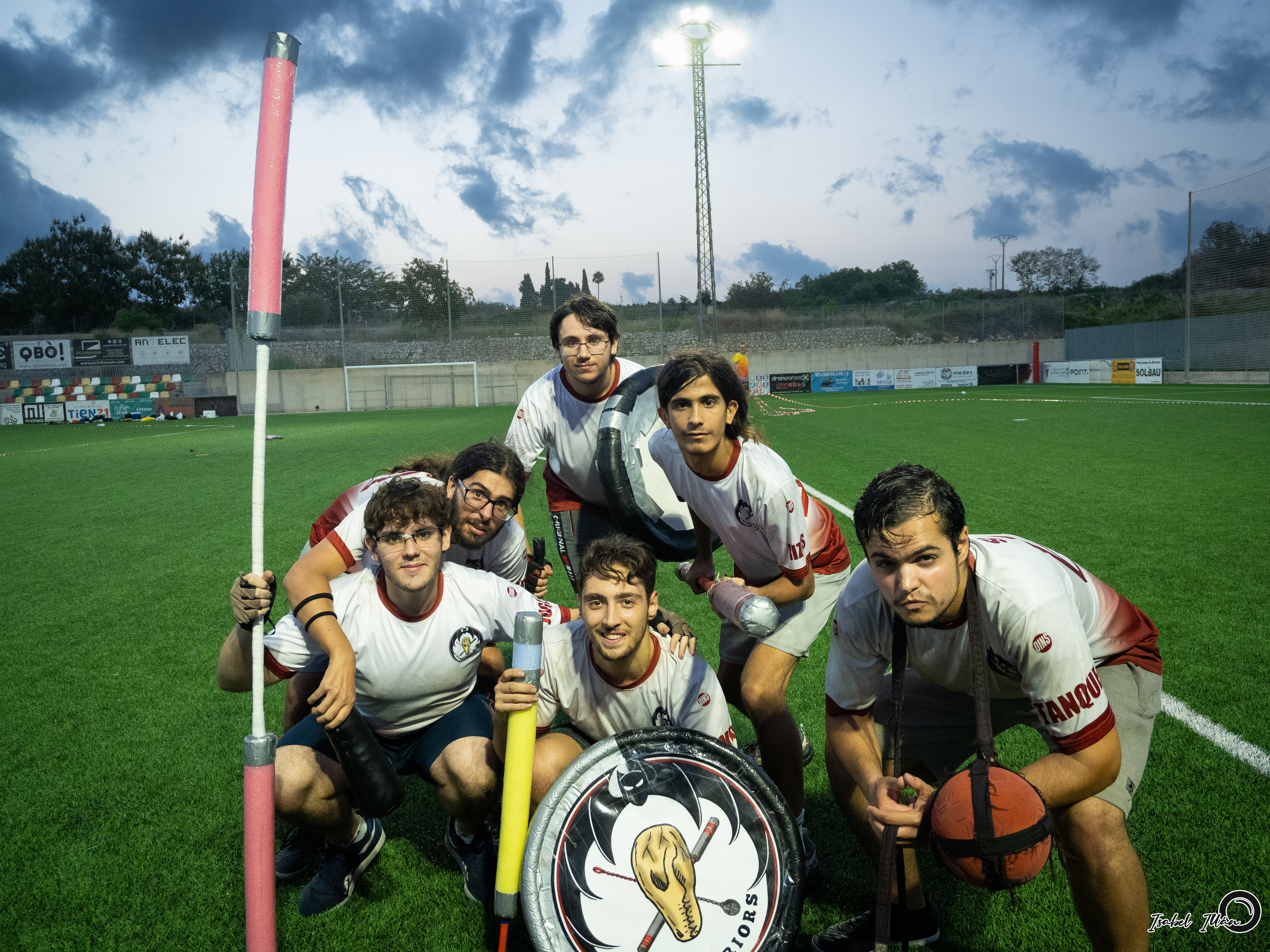
Equipo de Jugger "Albawarriors" durante el VII Torneo Nocturno Alicantino

El torneo más importante es el campeonato de la master de berlín creada en 2003, que se compone de varios torneos distribuidos a lo largo del año, los puntos obtenidos se suman obteniendo la posición en la tabla. El equipo más exitoso fue Rigor Mortis Berlin con tres títulos (2005, 2006 y 2007), seguido por Drachenblut Waidhaus (2004) y Drachenblut Bayern (2003) con un título. 
Otro torneo con importancia es el Campeonato Alemán que se disputa en Berlín desde el año 1998. Los equipos más exitosos fueron Gorditos Cojones Hamburgo con seis títulos (al principio bajo el nombre de Sackwut), seguido por Rigor Mortis Berlin con dos y Mercyless Bastards con uno. Mientras tanto, el Campeonato de Hamburgo es el que con más tradición cuenta, ya que se disputa desde 1995.
Adicionalmente existe el Turniere, un ranking actualizado que pretende indicar la clasificación real de los equipos a nivel mundial. Actualmente, se encuentra liderado por Rigor Mortis.
También existe una liga nacional en Australia, la Australian Jugger League.
En España, el circuito de torneos consta de cuatro torneos nacionales: la Winter Cup, tradicionalmente celebrada en Molina de Segura, la Spring Cup, actualmente asentada en Vitoria, la Summer Cup, de sede variable, y la Autumn Cup, cuya última edición tuvo lugar en el municipio murciano de Alcantarilla. El circuito federativo nacional se completa con el Torneo Internacional de España, celebrado anualmente al final del verano en Coslada. Además, se celebran con asiduidad torneos menores, llamados regionales u opens. Finalmente, existen ligas en varios núcleos, como Murcia, Valencia, Alicante, Madrid, Santiago de Compostela o Vigo, y el Torneo Nacional de Zaragoza, que se rige por un reglamento distinto al del resto.
El jugger en España ha experimentado un crecimiento significativo desde su introducción, lo que ha llevado a la creación de varias federaciones regionales y una federación nacional que regulan y promueven este deporte en diferentes áreas del país. A continuación, se describen las principales federaciones que operan en España:

## 1 Federación Española de Jugger (FEJ)[1]
La Federación Española de Jugger (FEJ) es la principal entidad a nivel nacional que coordina el jugger en España. Fundada para unificar la práctica del jugger en todo el país, la FEJ se encarga de establecer las normas oficiales del juego, organizar competiciones nacionales, y representar a España en torneos internacionales. Además, supervisa la formación de árbitros y entrenadores, y colabora con las federaciones regionales para promover el crecimiento del jugger en todas las comunidades autónomas.

## 2 Federación Catalana de Jugger

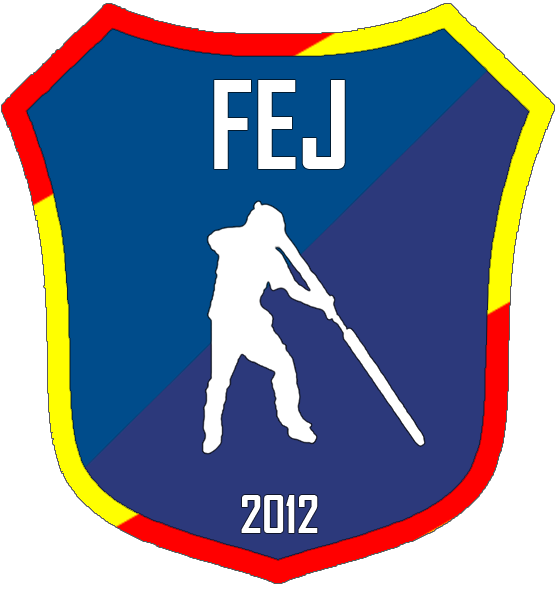
Emblema de la Federación Española de Jugger (FEJ)

La Federación Catalana de Jugger es una de las federaciones regionales más activas en España. Esta organización se encarga de gestionar el jugger en Cataluña, organizando ligas y torneos regionales que reúnen a equipos de toda la comunidad. Además, colabora con la FEJ para la formación de árbitros y el desarrollo del jugger en la región, y representa a los equipos catalanes en competiciones nacionales e internacionales.

## 3 Federación Madrileña de Jugger
La Federación Madrileña de Jugger regula la práctica del jugger en la Comunidad de Madrid. Es responsable de organizar competiciones locales, coordinar ligas y promover el jugger en colegios y universidades de la región. La Federación Madrileña también participa en la organización de eventos nacionales en colaboración con la FEJ y otras federaciones regionales.

## 4 Federación Valenciana de Jugger
La Federación Valenciana de Jugger gestiona el jugger en la Comunidad Valenciana, organizando torneos y ligas regionales. Esta federación también trabaja en la expansión del jugger en la región a través de programas de formación y actividades promocionales. Además, participa activamente en la escena nacional, colaborando con la FEJ y otras federaciones regionales.

## 5 Federación Andaluza de Jugger
La Federación Andaluza de Jugger coordina las actividades de jugger en Andalucía. Se encarga de organizar competiciones y eventos en diferentes provincias andaluzas, promoviendo el deporte tanto en áreas urbanas como rurales. La federación también trabaja estrechamente con la FEJ para asegurar la correcta aplicación de las normativas y el crecimiento del jugger en la región.

## 6 Otras Federaciones Regionales
Además de las federaciones mencionadas, existen otras federaciones regionales en desarrollo en comunidades como Galicia, Castilla y León, y el País Vasco, entre otras. Estas organizaciones, aunque más pequeñas, juegan un papel crucial en la expansión del jugger a nivel local y colaboran con la FEJ para integrar a sus equipos en el panorama nacional.

### Colaboración y Expansión
Las federaciones españolas de jugger, tanto la FEJ como las regionales, trabajan de manera conjunta para promover el deporte en todo el país. A través de la organización de eventos, la formación de jugadores y árbitros, y la colaboración en competiciones, estas federaciones han contribuido significativamente al crecimiento del jugger en España, estableciendo al país como uno de los referentes mundiales en este deporte.
El jugger en España ha crecido enormemente en popularidad, lo que ha llevado al establecimiento de varias ligas tanto a nivel regional como nacional. Estas ligas son fundamentales para estructurar la competición, fomentar el desarrollo del deporte, y crear una comunidad activa y cohesionada de jugadores. A continuación, se describen las principales ligas de jugger que operan en España:

## 1. Liga Española de Jugger (LJE)[2]

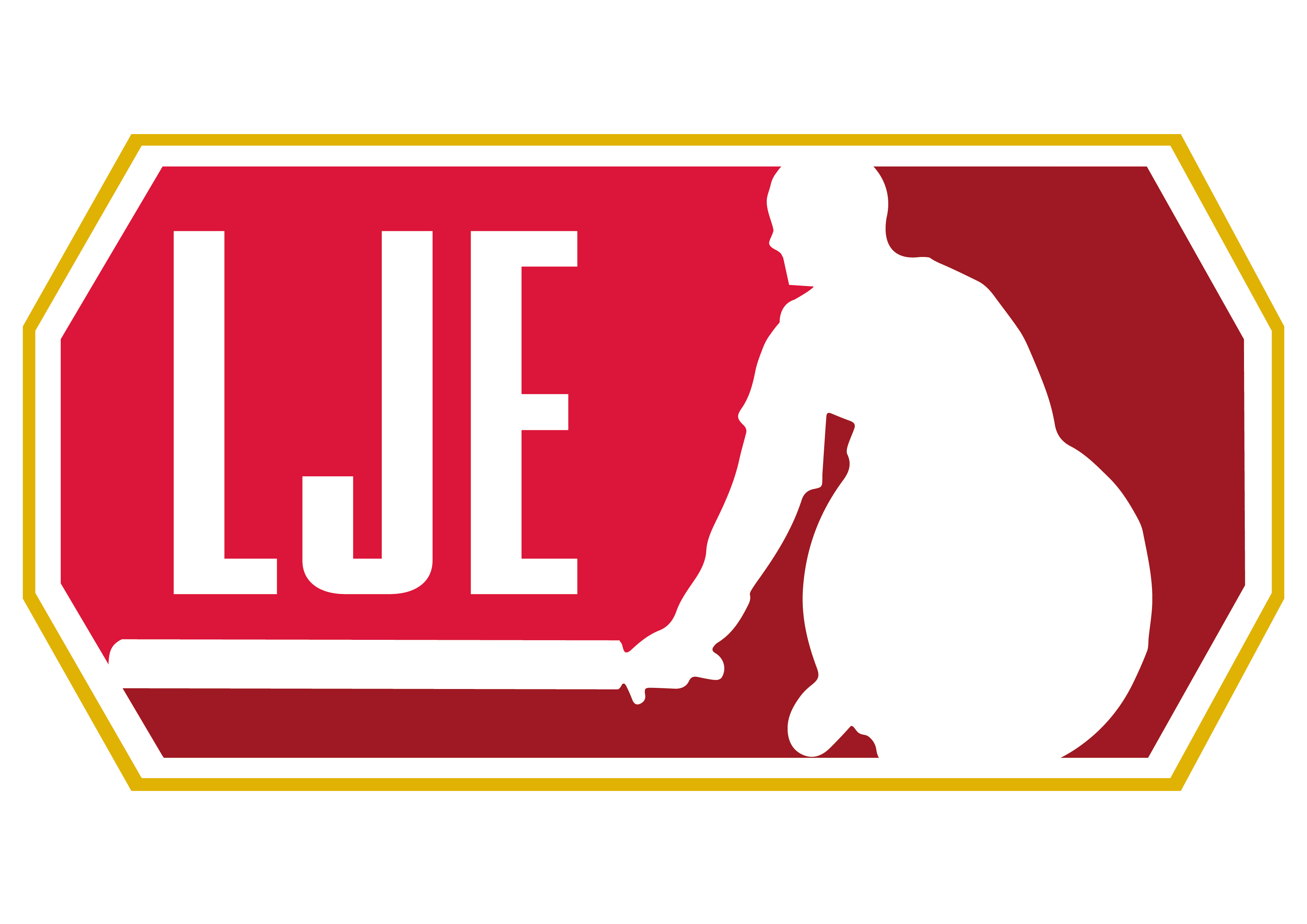
Logo de la (LJE)

La Liga de Jugger Española (LJE) es la competición nacional más importante de jugger en España. La LJE reúne a los mejores equipos de todo el país, que compiten en una serie de torneos a lo largo del año. Los equipos acumulan puntos en función de su rendimiento en estos torneos, y al final de la temporada se proclama un campeón nacional. La LJE es un escaparate del nivel más alto de jugger en España y es seguida por una amplia comunidad de aficionados.

## 2 Ligas Regionales
Además de la LEJ, existen varias ligas regionales que operan en diferentes comunidades autónomas. Estas ligas permiten a los equipos locales competir regularmente y desarrollarse dentro de un entorno más cercano antes de enfrentarse a la competencia nacional.
- Liga Catalana de Jugger: Una de las ligas regionales más antiguas y activas. Reúne a equipos de toda Cataluña y es conocida por su alto nivel de competitividad. Los ganadores de esta liga suelen ser fuertes contendientes en la LEJ.
- Liga Madrileña de Jugger: Organizada por la Federación Madrileña de Jugger, esta liga reúne a los equipos de la Comunidad de Madrid en una serie de torneos que se celebran durante todo el año. Es un espacio clave para el desarrollo del jugger en la región.
- Liga Valenciana de Jugger: Gestionada por la Federación Valenciana de Jugger, esta liga es una plataforma para los equipos de la Comunidad Valenciana. La competición es intensa y sirve como preparación para los equipos que aspiran a competir a nivel nacional.
- Liga Andaluza de Jugger: La Federación Andaluza de Jugger organiza esta liga, que cubre las diversas provincias de Andalucía. Es una liga en crecimiento que refleja el entusiasmo y la expansión del jugger en el sur de España.
- Otras Ligas Regionales: Existen ligas en otras regiones como Galicia, Castilla y León, y el País Vasco. Estas ligas, aunque más pequeñas, son vitales para el crecimiento del jugger en sus respectivas áreas y sirven como un trampolín hacia competiciones más grandes.

## 3 Ligas Locales y Universitarias
Además de las ligas regionales, algunas ciudades y universidades tienen sus propias ligas locales de jugger. Estas ligas suelen estar organizadas por clubes locales o asociaciones universitarias y son fundamentales para introducir a nuevos jugadores al deporte. Las ligas universitarias, en particular, juegan un papel importante en la captación de jóvenes talentos y en la promoción del jugger entre los estudiantes.

### Estructura de Competición
Las ligas de jugger en España suelen estar estructuradas en formato de liga regular, con partidos que se juegan a lo largo de la temporada. Los equipos compiten por puntos y al final de la temporada se celebran finales o playoffs para determinar al campeón. Algunas ligas también organizan torneos especiales o eventos de exhibición para promover el deporte y atraer nuevos jugadores.

### Colaboración entre Ligas
Las ligas regionales y locales colaboran estrechamente con la FEJ para asegurar que las reglas y estándares de competición sean consistentes en todo el país. Esto permite que los equipos que destacan en las ligas regionales puedan competir en la LEJ y otras competiciones nacionales sin problemas de adaptación.
En conjunto, las ligas de jugger en España son la columna vertebral del desarrollo del deporte, ofreciendo a los jugadores de todos los niveles la oportunidad de competir, mejorar y formar parte de una comunidad dinámica y en constante crecimiento.